# Теорема Шура — Зассенхауса
Теорема Шура — Зассенхауса — это теорема теории групп, которая утверждает, что если G является конечной группой, а N является нормальной подгруппой, порядок которой взаимно прост с порядком факторгруппы G/N, то G является полупрямым произведением (или расщепляемым расширением) подгруппы N и факторгруппы G/N.
Альтернативная формулировка теоремы. Любая нормальная
подгруппа Холла N конечной группы G имеет дополнение подгруппы в группе G. Более того, если либо N, либо G/N разрешима, то теорема Шура — Зассенхауса также утверждает, что все дополнения N в G сопряжены. Предположение, что либо N, либо G/N разрешима, может быть опущено, так как оно выполняется всегда, но все известные доказательства этого требуют применения куда более сложной теоремы Фейта — Томпсона.
Теорема Шура — Зассенхауса, по меньшей мере частично, отвечает на вопрос: «В композиционном ряду как мы можем классифицировать группы с определённым множеством композиционных факторов?» Другая часть, в которой композиционные факторы не имеют взаимно простого порядка, разбирается в теории расширений групп.

## История
Теорему Шура — Зассенхауса выдвинул Ганс Зассенхаус. Теорема 25, которую он приписывает Исаю Шуру, доказывает существование дополнения подгруппы, а теорема 27 доказывает, что все дополнения смежны при предположении, что N или G/N разрешима. Нелегко найти явное утверждение существования дополнения в опубликованных работах Шура, хотя из результатов Шура о мультипликаторах Шура вытекает существование дополнения в специальном случае, когда нормальная подгруппа является центром. Зассенхаус указал на то, что теорема Шура — Зассенхауса для неразрешимых групп была бы верна, если бы все группы нечётного порядка были разрешимы, что позднее доказали Фейт и Томпсон. Эрнст Витт показал, что это следовало бы также из гипотезы Шрайера, но гипотеза Шрайера была доказана с использованием классификации конечных простых групп, которая существенно сложнее теоремы Фейт-Томпсона.

## Примеры
Если мы не накладываем условие взаимной простоты, теорема становится неверной. Рассмотрим, например, циклическую группу {\displaystyle C_{4}} и её нормальную подгруппу {\displaystyle C_{2}}. Тогда, если бы {\displaystyle C_{4}/C_{2}} была полупрямым произведением {\displaystyle C_{2}} и {\displaystyle C_{4}/C_{2}\cong C_{2}}, то {\displaystyle C_{4}} должна была бы содержать два элемента порядка 2, но она содержит только один элемент. Другой способ показать невозможность расщепления {\displaystyle C_{4}} (то есть выражения группы в виде полупрямого произведения), это наблюдение, что автоморфизмы группы {\displaystyle C_{2}} являются тривиальной группой, так что единственно возможное [полу]прямое произведение группы {\displaystyle C_{2}} на себя, это прямое произведение (которое даёт четверную группу Клейна, группу, которая не изоморфна {\displaystyle C_{4}}).
Пример случая, когда теорема Шура — Зассенхауса применима, это симметрическая группа из 3 символов, {\displaystyle S_{3}}, которая имеет нормальную подгруппу порядка 3 (изоморфную {\displaystyle C_{3}}), которая, в свою очередь, имеет индекс 2 в {\displaystyle S_{3}} (что согласуется с теоремой Лагранжа), так что {\displaystyle S_{3}/C_{3}\cong C_{2}}. Поскольку 2 и 3 взаимно просты, теорема Шура — Зассенхауса применима и {\displaystyle S_{3}\cong C_{3}\rtimes C_{2}}. Заметим, что группа автоморфизмов группы {\displaystyle C_{3}} равна {\displaystyle C_{2}} и автоморфизм группы {\displaystyle C_{3}}, используемый в полупрямом произведении, которое даёт {\displaystyle S_{3}}, является нетривиальным автоморфизмом, который переставляет два неединичных элемента группы {\displaystyle C_{3}}. Более того, три подгруппы порядка 2 в {\displaystyle S_{3}} (любая из которых может выступать как дополнение {\displaystyle C_{3}} в {\displaystyle S_{3}}) смежны.
Вывод о нетривиальности (дополнительной) смежности можно проиллюстрировать на четверной группе Клейна {\displaystyle V} как ложный пример. Любая из трёх собственных подгрупп группы {\displaystyle V} (все имеют порядок 2) нормальна в {\displaystyle V}. Фиксируя одну из этих подгрупп, любая из двух оставшихся (собственных) подгрупп дополняют её в {\displaystyle V}, но ни одна из этих трёх подгрупп группы {\displaystyle V} не смежна другой, поскольку группа {\displaystyle V} абелева.
Группа кватернионов имеет нормальные подгруппы порядка 4 и 2, но не является [полу]прямым произведением. Статьи Шура в начале 20-го века ввели понятие центрального расширения для примеров, таких как {\displaystyle C_{4}} и кватернионов.

## Доказательство
Существование дополнения нормальной подгруппы Холла H конечной группы G может быть доказано следующими шагами:
1. По индукции по порядку группы G мы можем предположить, что это верно для всех групп меньшего размера.
2. Если подгруппа H абелева, то существование дополнения следует из факта, что группа когомологий H2(G/H,H) исчезает (так как H и G/H имеют взаимно простые порядки) и факта, что смежность всех дополнений следует из исчезновения H1(G/H,H).
3. Если подгруппа H разрешима, она имеет нетривиальную абелеву подгруппу A, которая является характеристикой в H, а потому нормальной в G. Применение Шура — Зассенхауса к G/A сокращает доказательство случая, когда H=A абелева, что сделано на предыдущем шаге.
4. Если нормализатор N=NG(P) любой p-силовской подгруппы P подгруппы H равен G, то H нильпотентна, и, в частности, разрешима, так что теорема вытекает из предыдущего шага.
5. Если нормализатор N=NG(P) некоторой p-силовской подгруппы P подгруппы H меньше, чем G, то по индукции теорема Шура — Зассенхауса выполняется для N и дополнение N∩H в N является дополнением для H в G, поскольку G=NH.